# Saxstjärtar
Saxstjärtar (Doricha) är ett släkte med fåglar i familjen kolibrier inom ordningen seglarfåglar med två arter som återfinns i Centralamerika:
- Yucatánsaxstjärt (D. eliza)
- Guatemalasaxstjärt (D. enicura)

Arterna ska inte förväxlas med saxstjärtskolibri (Hylonympha macrocerca).